# Edolisoma pygmaeum
Edolisoma pygmaeum, "newgeorgiagråfågel", är en fågelart i familjen gråfåglar inom ordningen tättingar. Den betraktas oftast som en underart av salomongråfågel (Edolisoma holopolium), men urskiljs sedan 2016 som egen art av Birdlife International och IUCN.
Taxonet förekommer endast på öarna Kolombangara och Vangunu i Salomonöarna. Den kategoriseras av IUCN som nära hotad.